# Chiesa di San Colombano (Vernasca)
La chiesa di San Colombano è la parrocchiale di Vernasca, in provincia di Piacenza e diocesi di Piacenza-Bobbio; fa parte del vicariato della Val d'Arda.

## Storia
La prima pietra della chiesa di San Colombano venne posta il 15 luglio 1881 dal vescovo di Piacenza Giovanni Battista Scalabrini; il giorno successivo iniziarono i lavori relativi alle fondamenta e alla struttura muraria. Il 23 novembre 1884 la parrocchiale fu aperta al culto, mentre la consacrazione venne impartita il 13 maggio 1885.
In ossequio alle norme postconciliari, negli anni settanta si provvide ad installare il nuovo altare rivolto verso l'assemblea, mentre una ventina di anni dopo fu realizzato l'ambone.

## Descrizione

### Esterno
La facciata a capanna della chiesa, rivolta a nordest e in stile neoclassico, è suddivisa da una cornice marcapiano in due registri; quello inferiore, tripartito da quattro lesene, presenta al centro il portale d'ingresso architravato, mentre quello superiore, abbellito da due paraste, è caratterizzato da una finestra semicircolare e coronata dal timpano triangolare.
Annesso alla parrocchiale è il campanile a base quadrata, la cui cella presenta su ogni lato una monofora ed è coronata dalla guglia a pianta semicircolare.

### Interno
L'interno dell'edificio si compone di un'unica navata, suddivisa in quattro campate, sulla quale si affacciano le cappelle laterali introdotte da archi a tutto sesto e le cui pareti sono scandite da lesene doriche sorreggenti la trabeazione modanata e aggettante sopra cui si imposta la volta a crociera; al termine dell'aula si sviluppa il presbiterio, rialzato di alcuni gradini e chiuso dall'abside di forma circolare.